# Житлово-комунальне господарство Хмельницького
Місто Хмельницький розташоване на площі 9129 гектарів, наявне населення становить 261 тисячі чоловік, загальна площа житла 4,3 млн кв. метрів, або 10759 будинків. В приватній та колективній власності мешканців знаходиться уже 77,2% від всього житлового фонду. Із 2,23 млн кв.метрів житлового фонду міської ради із них 78% приватизовано.
Комунальні підприємства міста ремонтують і підтримують 356 кілометрів доріг з твердим покриттям.
Загальні потужності по виробництву теплової енергії для соціальної сфери становлять 1078 Гкал, які виробляються 47 котельнями.
Водопостачання міста здійснюють три основних водопровідних господарства - підприємство "Хмельницькводоканал", Південно-Західна залізниця та КЕЧ Міністерства оборони України. Всього в місто за рік подається 29,0 млн куб. метрів води. На долю міського комунального підприємства "Хмельницькводоканал" припадає 24,8 млн куб.метрів, або 85,5%. Вся вода населенню міста подається із 124 артезіанських свердловин. Послуги по прийманню, перекачуванню та очищенню стоків надаються підприємством "Хмельницькводоканал" на двох комплексах очисних споруд загальною потужністю 105 тисяч кубометрів на добу.